# ナショナル・アーカイブ (ブラジル)
ブラジル国立公文書館（ポルトガル語: Arquivo Nacional、頭字語AN）はリオデジャネイロにある1838年設立の国立機関。当初は帝国公文書館と称し、1911年に改称した。当館は連邦政府の文書を管理、保存しアクセスを提供する。2011年以降はブラジル法務・公安省（英語版）の配下に移された。

当館の掌握する業務は、2018年5月7日付の政令第9,360号の定めにより、連邦政府の公文書管理システム（SIGA＝ブラジルポルトガル語: Sistema de Gestão de Documentos de Arquivo の頭字語）の維持と運営が第一である。

「文書管理プログラムの実施において連邦行政府の主要な組織および団体を指導する。文書作成と登録、分類と処理の制御、文書の使用と評価に関する手順および技術的業務の適用を監督し、政府の公文書サービスの近代化を促す。永久保存文書の収集を進めて科学的保存処理と保管ならびに配布に携わり、情報への完全なアクセスを保証することの目的は、行政面の性質を備えた政府の決定を下支えし、国民の権利を守り、科学ならびに文化の知識生産の奨励にあり、これらは国家公文書館評議会（Conselho Nacional de Arquivo – CONARQ）の設立した国家政策アーカイブの監督および適正な運営に他ならない。」— DECRETO Nº 9.360, DE 7 DE MAIO DE 2018
上記のように対象は国家機関であり国民にも対応する当館は二重の機能を果たし – 連邦機関各省庁が作成するアーカイブ文書の管理と、また基本的に歴史愛好家を保護しアクセスを供与する。

## 収集品

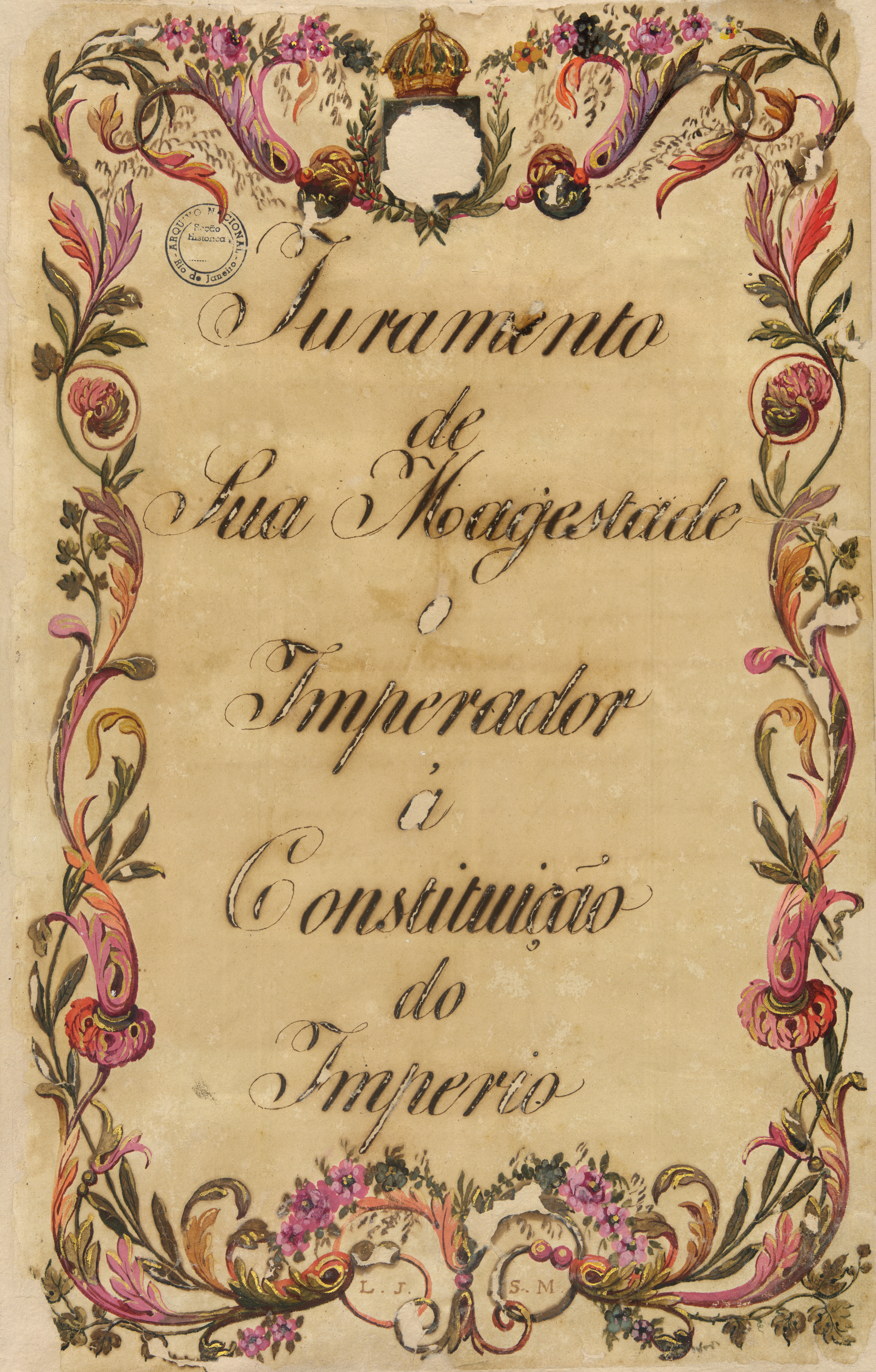
帝国憲法に宣誓するピョートル 1 世）（1824年）

リオデジャネイロの施設に加えてブラジリアに第2の拠点を置き、収蔵する書類は保管キャビネットの総延長55 kmにのぼる。その構成は写真と原板が総計174万枚、写真アルバム200冊、戯画と挿絵4千点、ポスター類3千点、絵画300点、デッサンとイラスト類2万点を数え、これらに加えて地図、動画フィルム、音声録音を収める。
連邦行政機関三権として司法府、立法府および旧行政府）（穏健派）の歴史的文書類を保管する。これに権限を受任した個人のコレクションも連なり、ポルトガルが独占したウルトラマリン採鉱を中心に本国とかわした通信文、中でも法律関連で特筆すべきはブラジル社会の始まりを記し、1808年にジョアン6世に献上された文書類がある。植民地時代の崩壊、帝国国家の形成は1824年当初の憲法と黄金法ばかりか、旧省庁）（旧最奥裁判所や旧海軍軍事法廷）や司法機関によって作成された文書を閲覧できる。
共和制政権下の公文書には移民の入国記録のほか民事および刑事訴訟、民事登録簿から20世紀初頭の都市開発および衛生設備の整備事業、果ては発明の特許申請やUFOの目撃情報にわたる。現代ブラジルの形成に関連する側面を反映する書類は1891年憲法に終わらず、司法は国家安全保障裁判所や軍事最高裁判所、最高連邦裁判所（英語）の手続き書類、またこの国が軍事政権であった近代の歴史を証左する文書として、情報機関および対情報機関の検閲の記録や情報統制など複数の政府機関の文書、さらに政治闘争に関与した抑圧機構を構成したる国家情報局（英語）の資料も残る。また個人や民間団体も資料を寄託し、現在まで資料の散逸と消滅を逃れてきた。
地図文庫は地図を揃え、4万4千件超の資料は17—20世紀の世界各地とブラジルの地理が対象である。主題をブラジル国内にしぼると都市計画関連が群を抜き、リオデジャネイロの目抜き通りがリオ・ブランコ通りと命名されるまでの変遷、あるいは全国の著名な建物、鉄道や電信設備、港湾と河川関連、水道計画などが際立つ。
図像の記録は、写真の普及とともに1860年代から始まる。時代の著名な写真家はブラジル内外の活動を抑えて画像に切り取り、一連の画像資料の背景は国家公文書機関収蔵品の継承（1930–1979年）を土台に、新聞『コレイオ・ダ・マニャ』（1901–1974年）の報道写真、さらに写真家の遺族から受託したマルク・フェレス親子の作品（1839–2000年）は注目に値する。もちろん個人が撮影した単葉も整理保管してきた。
音声資料の収集時期は1902年から1990年をおさえたレコード盤や録音テープ1万1千点にのぼり、公的資料は共和国大統領府とメイリンク・ヴェイガ放送（英語）、公共娯楽検閲局の押収資料で構成する。音楽の分野はクラシックからポピュラーまで幅が広く、研究家のウンベルト・フランチェスキ）（Humberto Franceschi）が集めたコレクション、ジョルナル・ド・ブラジル放送）（Radio Jornal do Brasil）の資料、レコード会社旧カーザ・エジソンからも受け入れた。
ブラジルの歴史と文化は一連の動画資料に残され、資料数3万3千件は報道用や映像記録、劇映像、広告などのほか家族で撮影したものもあり、フィルムロール総計12万4千本、ビデオテープ4千本を収める。中には検閲機関によって公開を禁じられたニュース映画の切片も含まれ、国家機関や国家核エネルギー委員会など公共機関の報道発表用や、廃業したテレビ局ヘジ・トゥピ（英語）の資料室が出どころである。

### ユネスコ世界記録遺産に推薦
当館の資料はブラジルの文化省傘下のブラジル国連記憶遺産委員会の後押しを受け、世界記憶遺産の候補に推薦された。

#### ブラジルの資料
- 首謀者に下された罪状宣告状（Autos da Devassa） – ミナスの陰謀、チラデンテスの蜂起 – 2007年
- 奴隷解放の黄金法『Lei Áurea』（英語） – 2008年
- 移民名簿と蒸気船航路。 サントス海事航空国境政策サービス局（SPMAF / SP-Santos） – 2009年
- 国家機関：国家機関。シネマティカ・ブラジレイラ財団（英語）と連携して国家に提供される情報 – 2010年
- フランシスコ・ベーリング基金 – ブラジル発100万人目への手紙（1777年–1937年） – 2011年
- ポルトガル王宮とパラー州知事が交わした書状。書状と付録 （1764年–1807年） – 2017年
- ブラジル女性進歩連盟基金の関係資料、ベルタ・ルッツの遺品（1881年–1985年）ほか一連の資料 – イタマラチ歴史アーカイブ、下院文書情報センター、カンピーナス州立大学イタマラチ記憶センター（CMU / UNICAMP） – 2018年
- 国立インディアン財団の国家安全および情報諮問基金の資料 – ASI / FUNAI （1968年–2000年） – 2018年

### ラテンアメリカの資料
- 三国同盟軍干渉戦争の関係資料：図像および地図類。その他の資料収蔵機関は、陸軍歴史文書館、歴史文書館、歴史地図図書館、ブラジル外務省（英語）、海事遺産文書局、ブラジル国立図書館（英語）、同国立歴史博物館（MHN）（英語）、ブラジル帝室博物館（英語）、ブラジル国立美術館（英語）、ブラジル歴史地理協会（HGB）（英語） – 2013年

#### 公的機関の国際的な資料
- アントーニョ・カルロス・ゴメス資料：両界の作曲家。資料収蔵機関は、リオデジャネイロ連邦大学音楽学科。ブラジル国立図書館、HGB、スカラ座博物館 　（英語）（イタリア）、カルロス・ゴメス科学芸術博物館・芸術センター（CCLA）、MHN、ブラジル帝室博物館、Museum of the Federal パラー連邦大学（MUFPA）（英語） – 2017年

黄金法 1888年

### ギャラリー
収蔵資料の一部を紹介する。

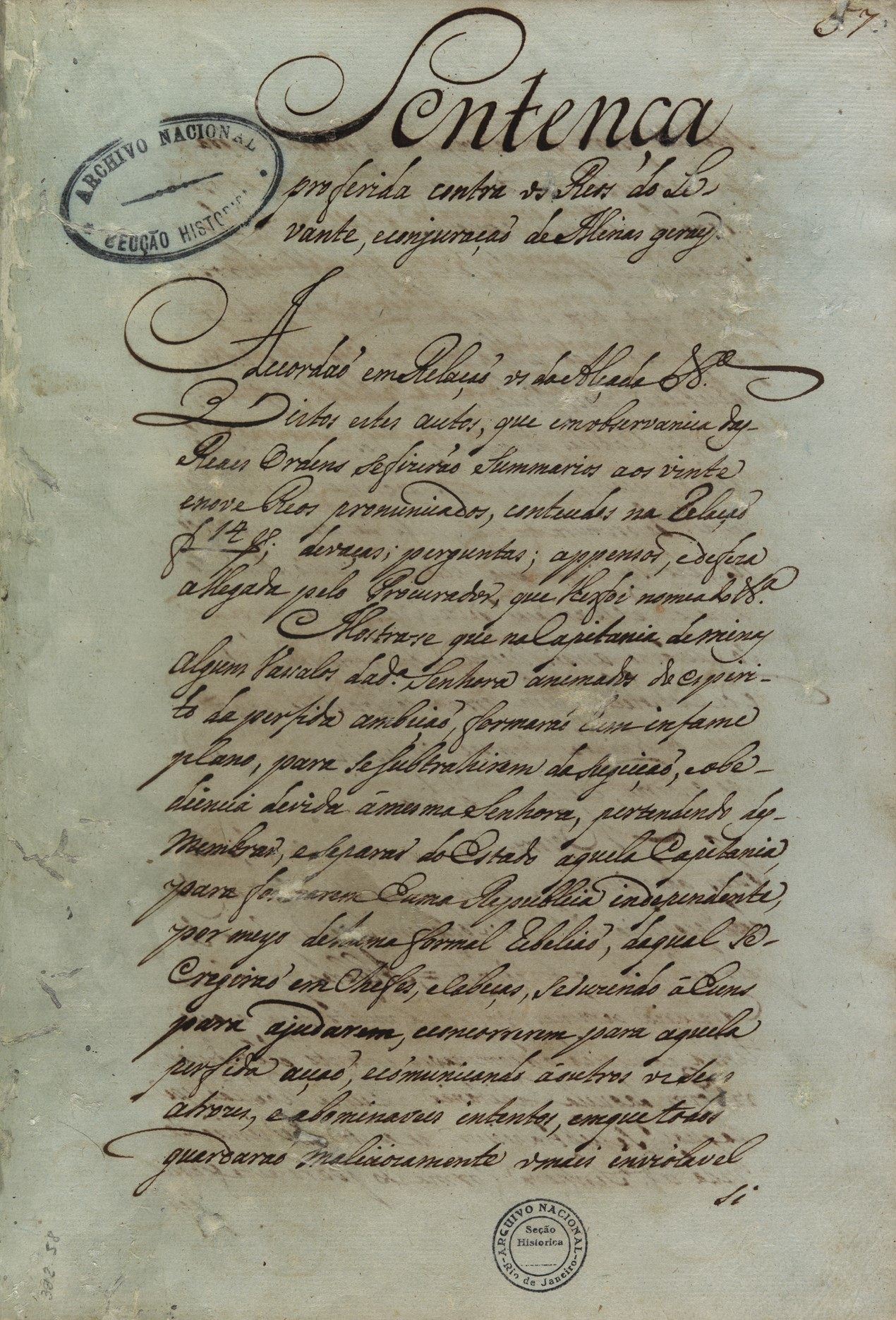
ミナスの陰謀の指導者に宣告された判決文（1792年）
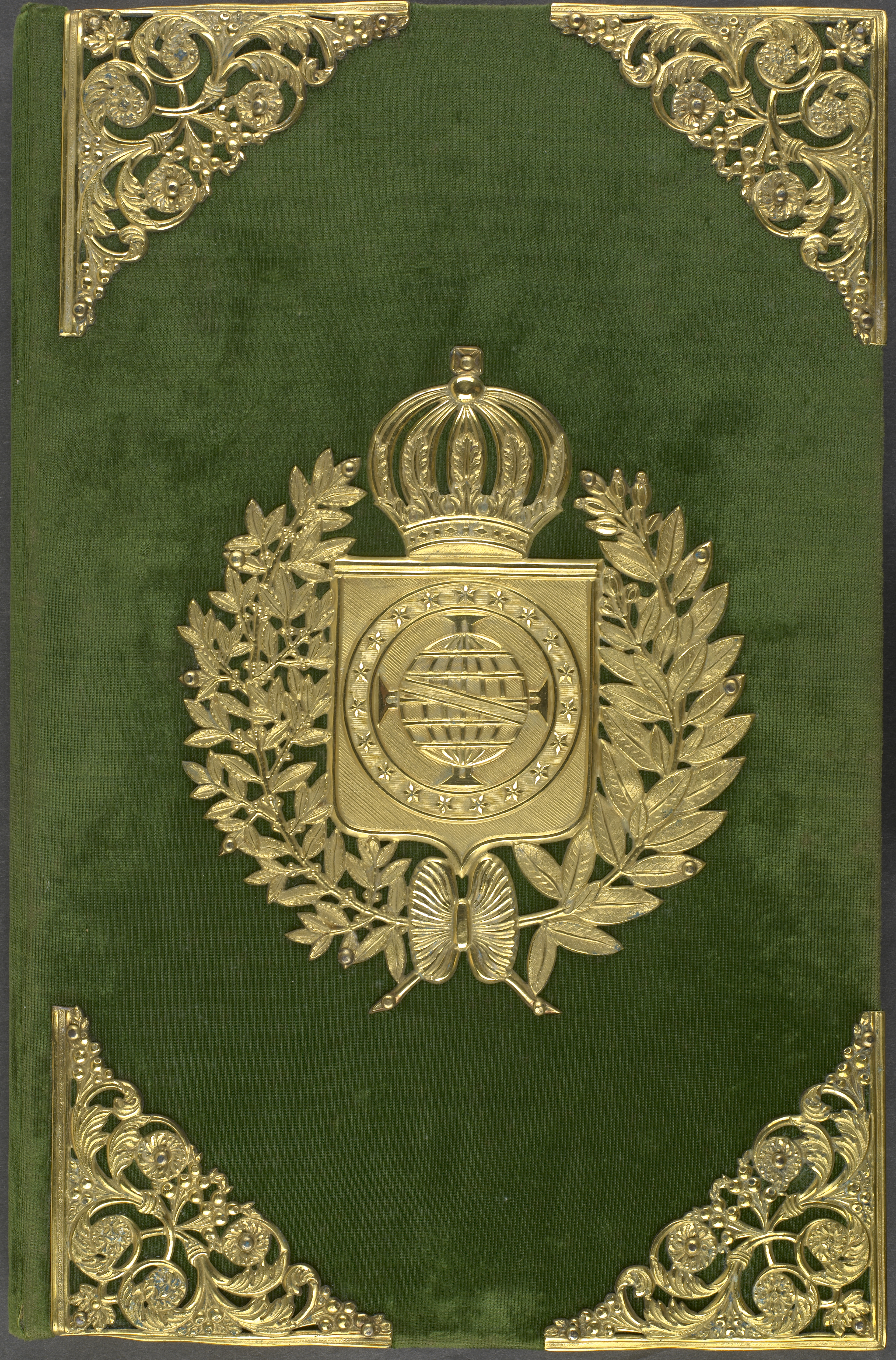
ブラジル帝国憲法（1824年）
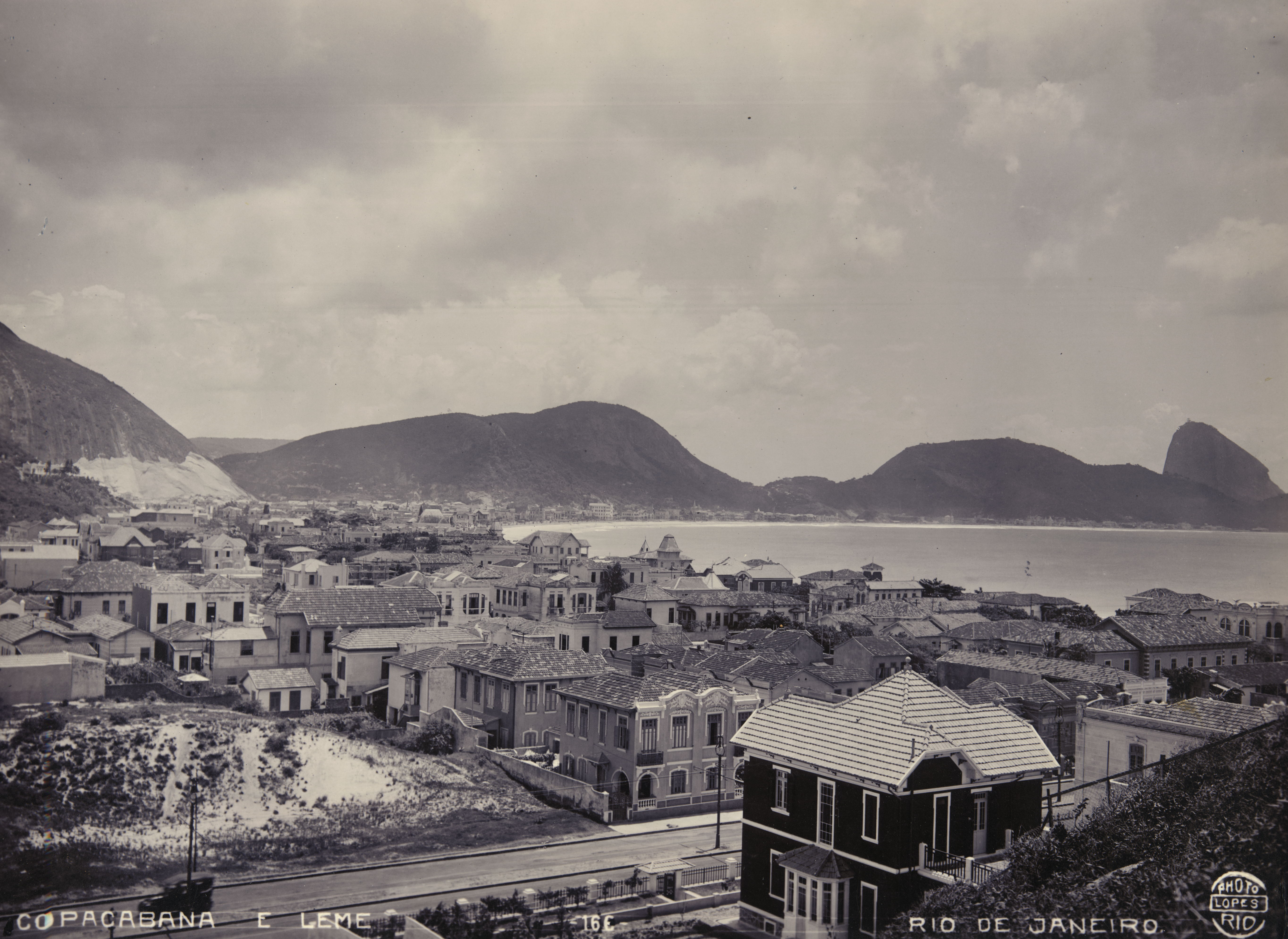
コパカバーナから近隣のレメ（英語版）の眺め（20世紀初頭）
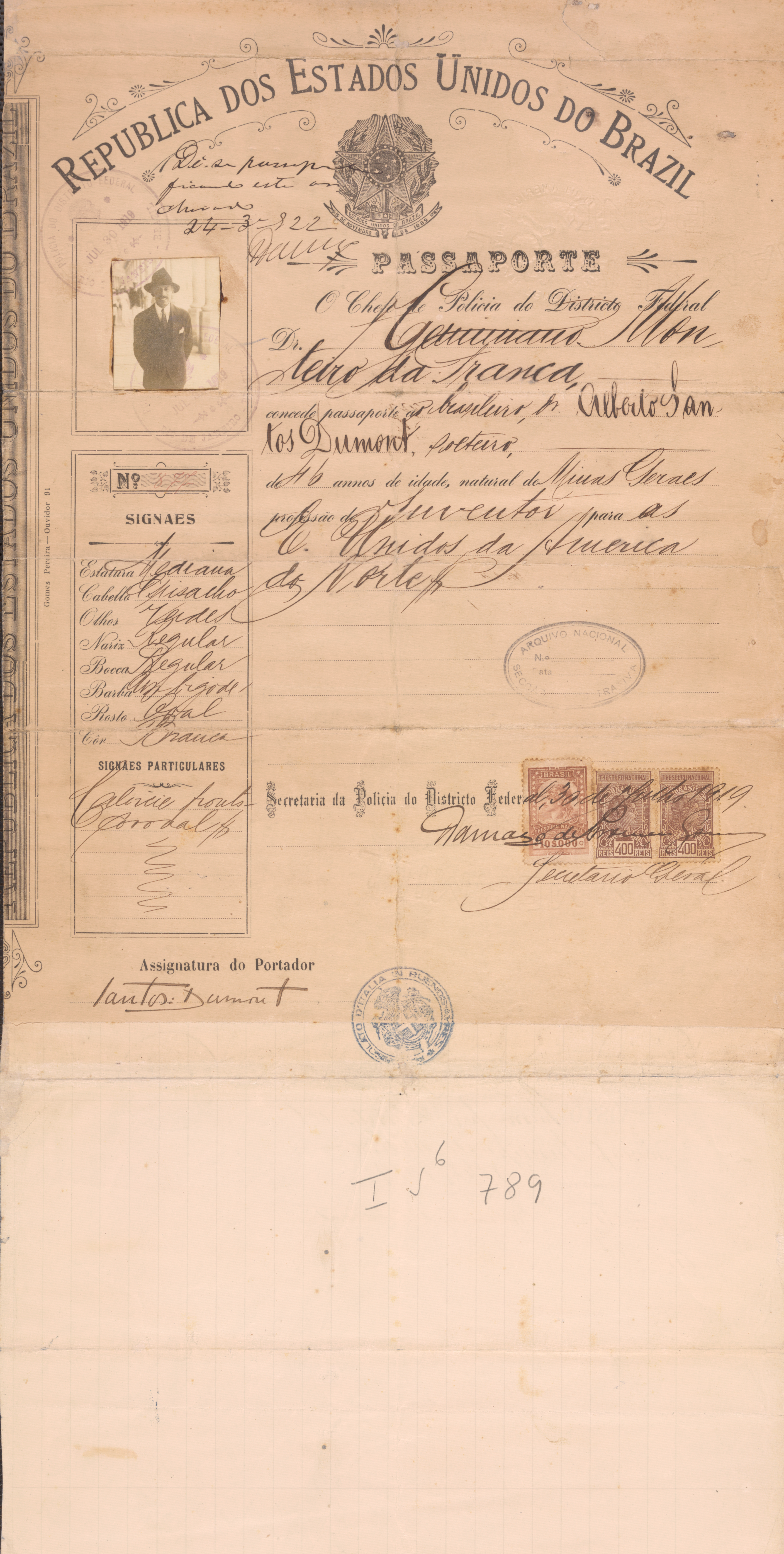
アルベルト・サントス＝デュモンのパスポート（内面、1919年）
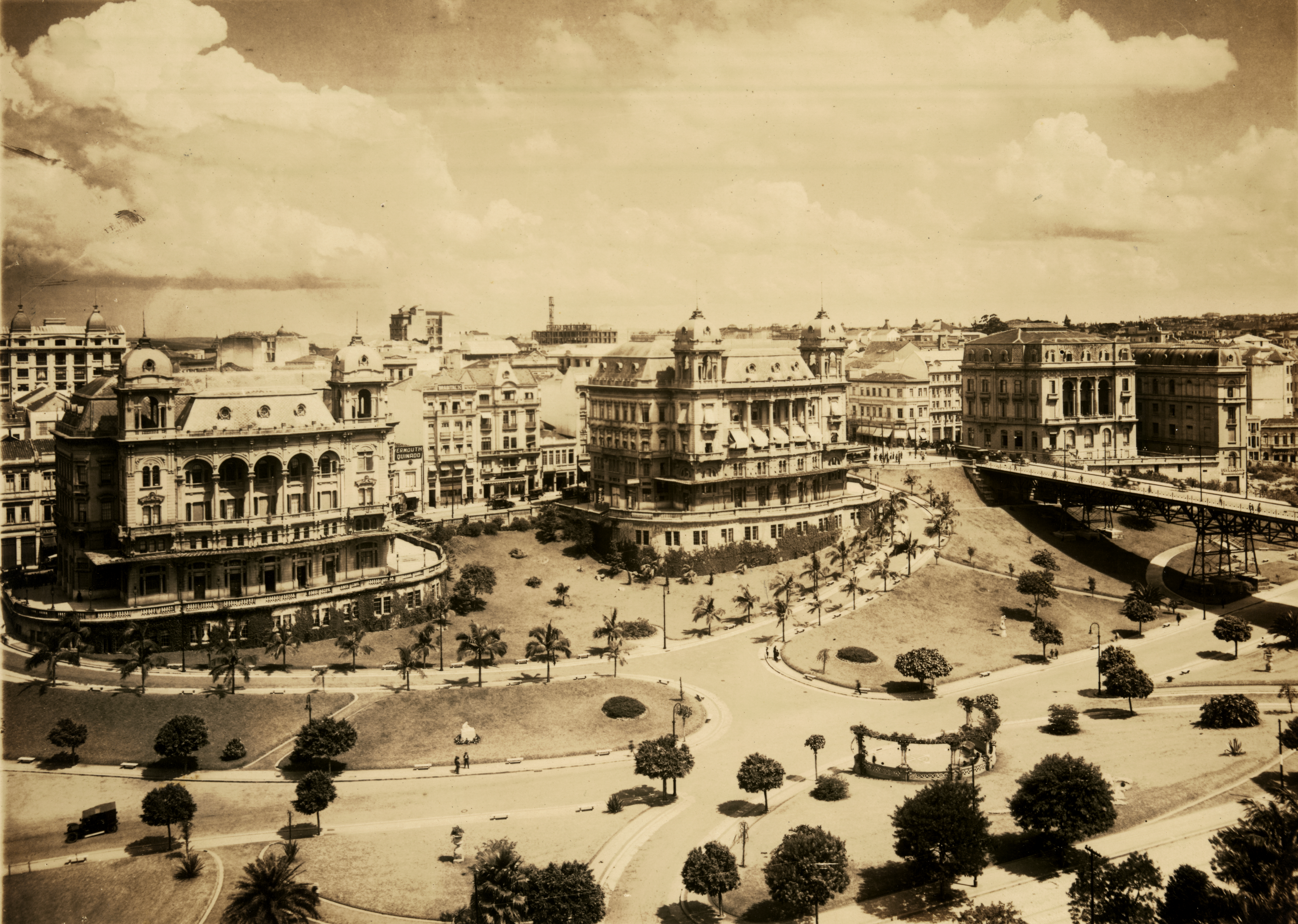
サンパウロ近郊のアニャンガバウ渓谷（Anhangabaú、20世紀初頭）
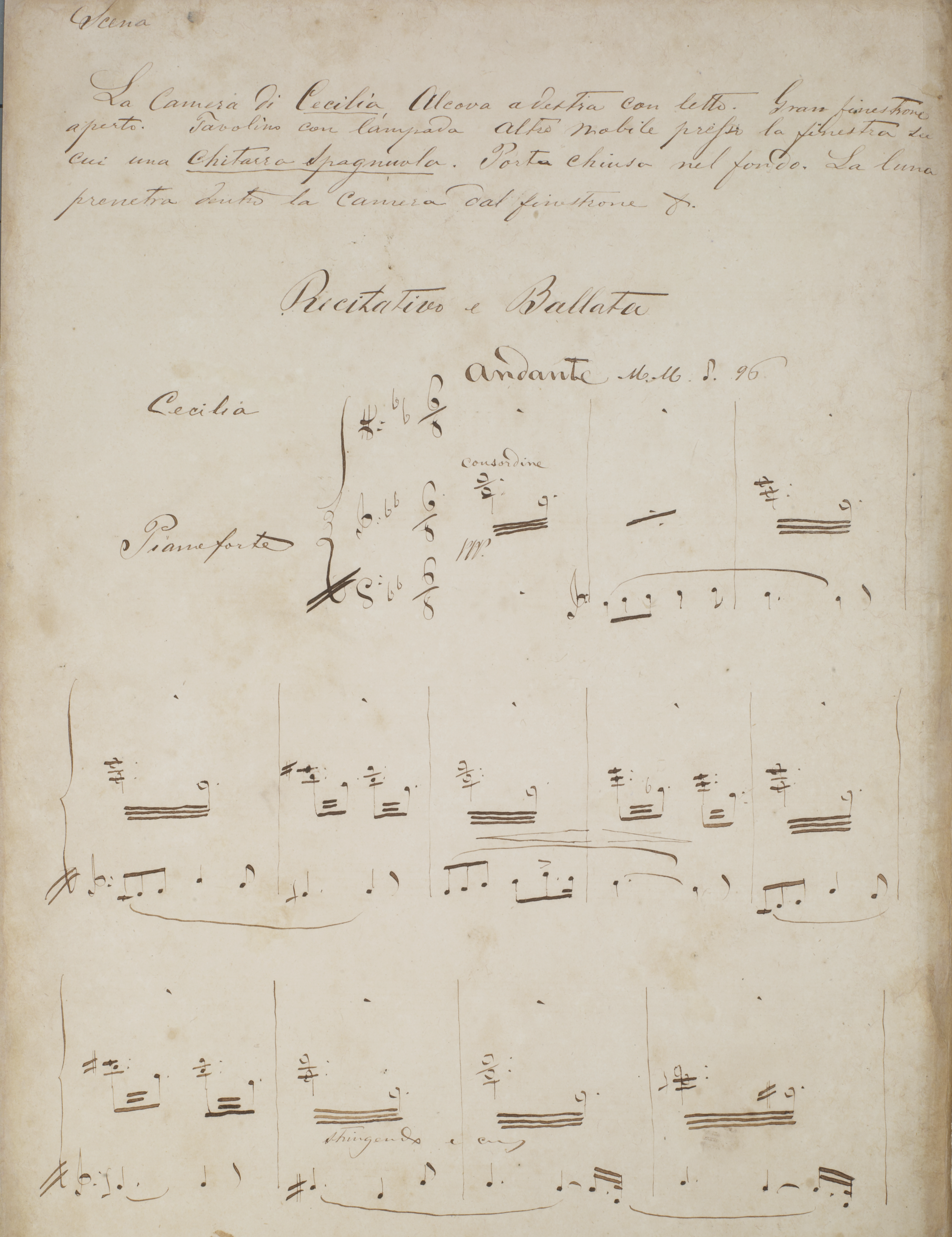
オペラの楽譜『イル・グアラニーi』（英語）（アントーニョ・カルロス・ゴメス作曲、1866年）
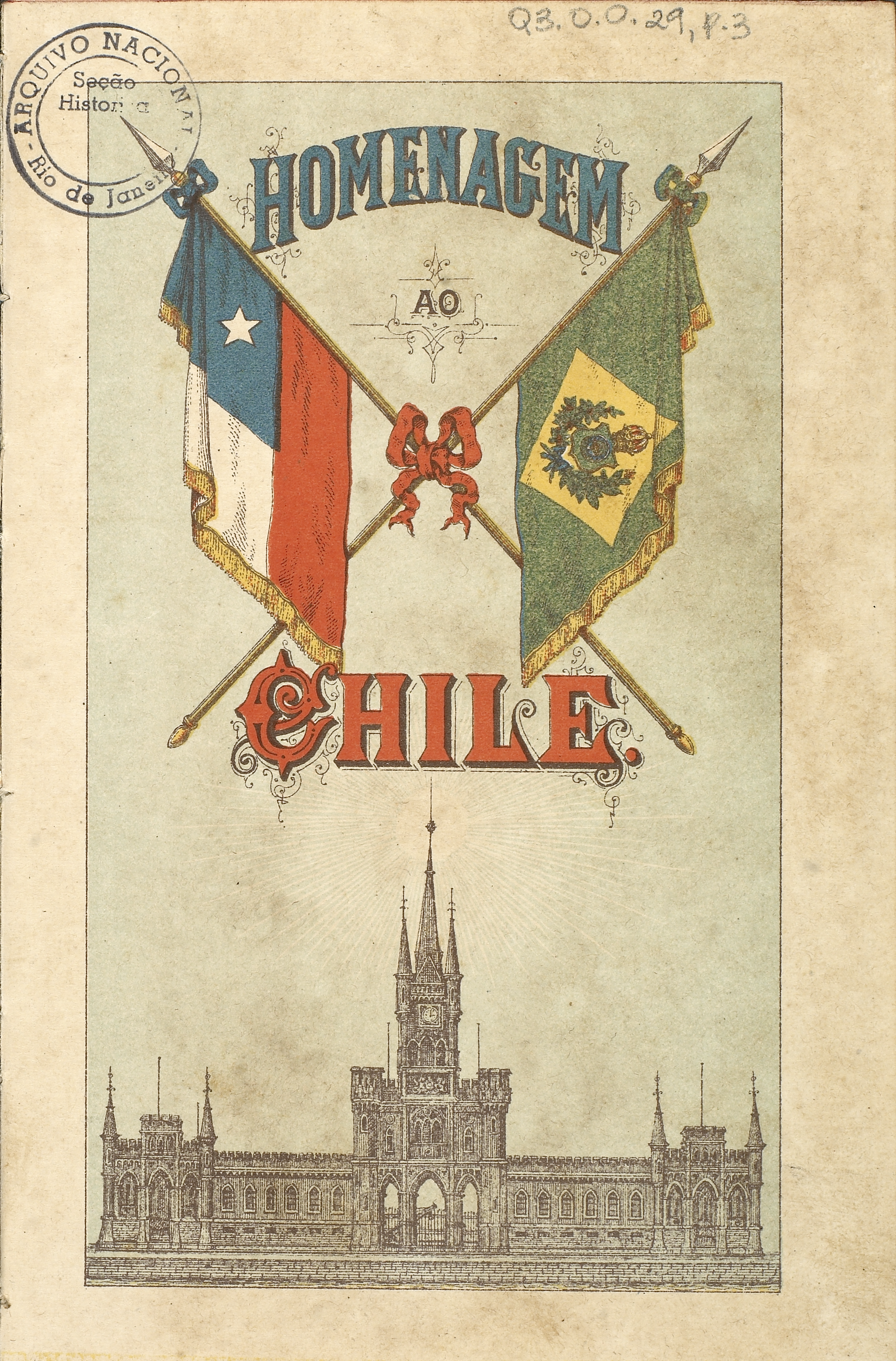
フィスカル島でチリ戦艦の士官を饗応したブラジル帝国最後の大掛かりな晩餐会のメニューの表紙（1889年、チリフェスティバル基金寄託、ブラジル国立公文書館収蔵[注釈 3]）
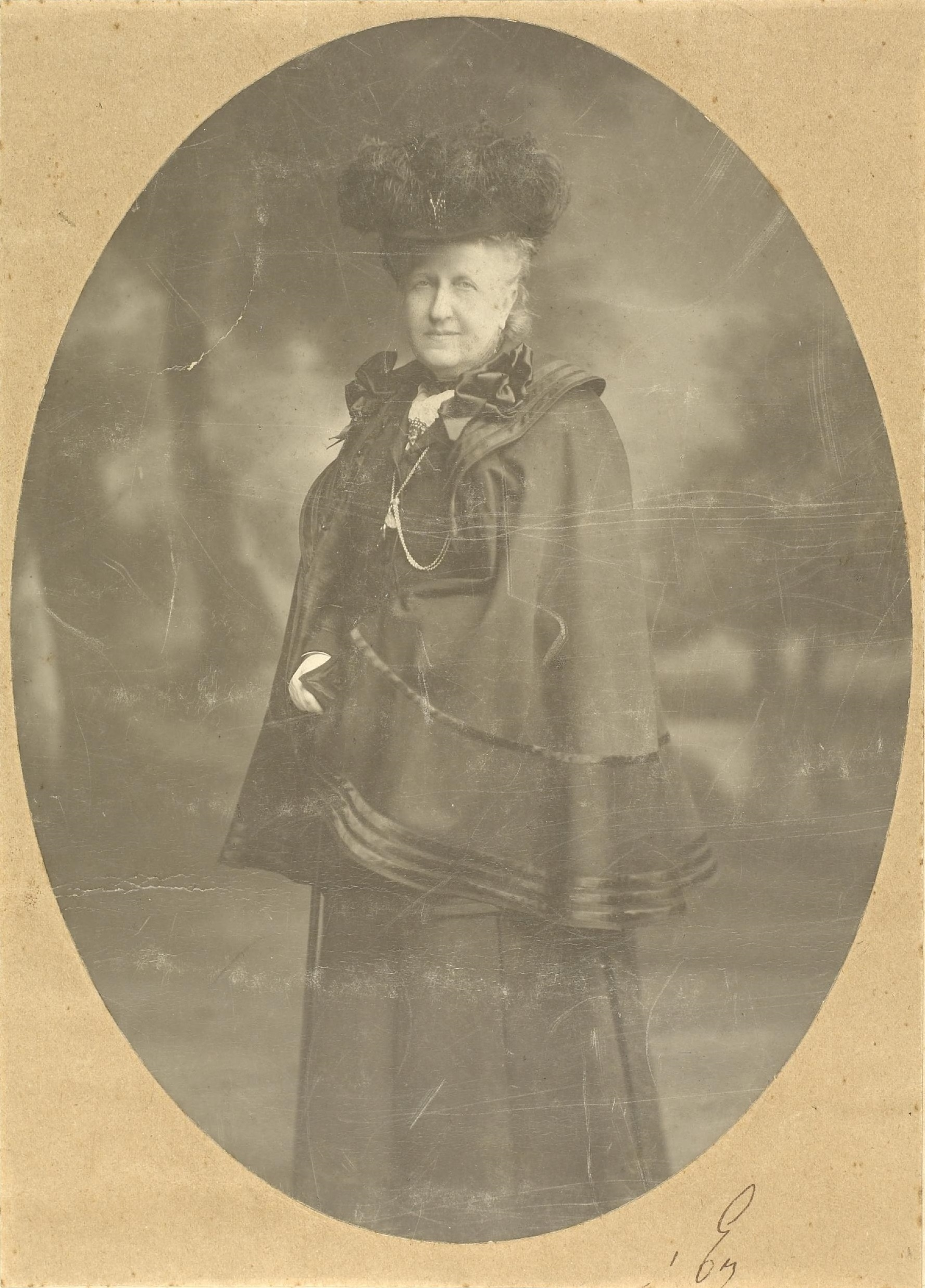
イサベル王女（英語）の肖像（1906年）
ブラジル合衆国第12代大統領アルトゥール・ベルナルデスと閣僚（1922年）
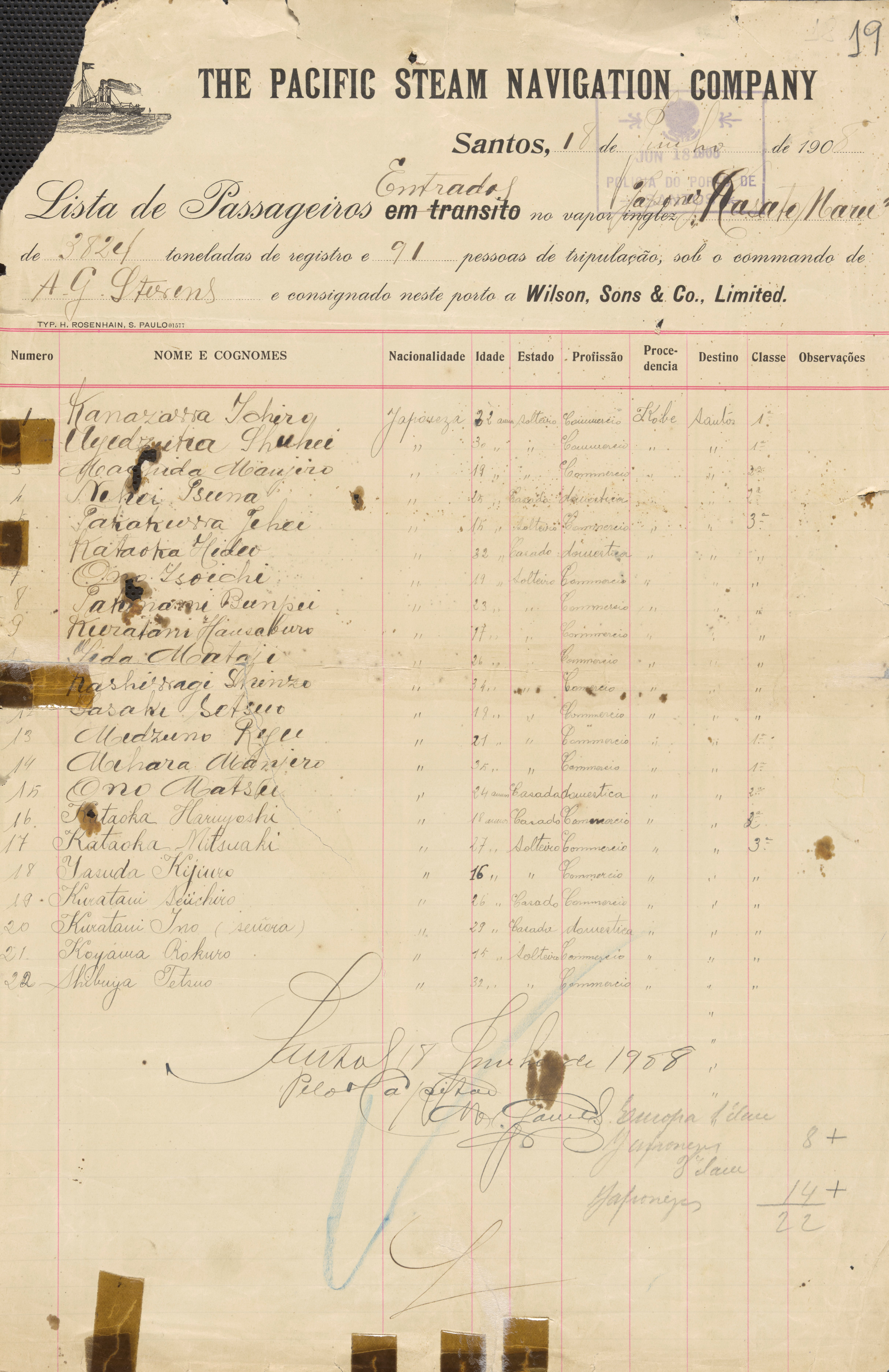
移民船笠戸丸の乗船者名簿（1908年）
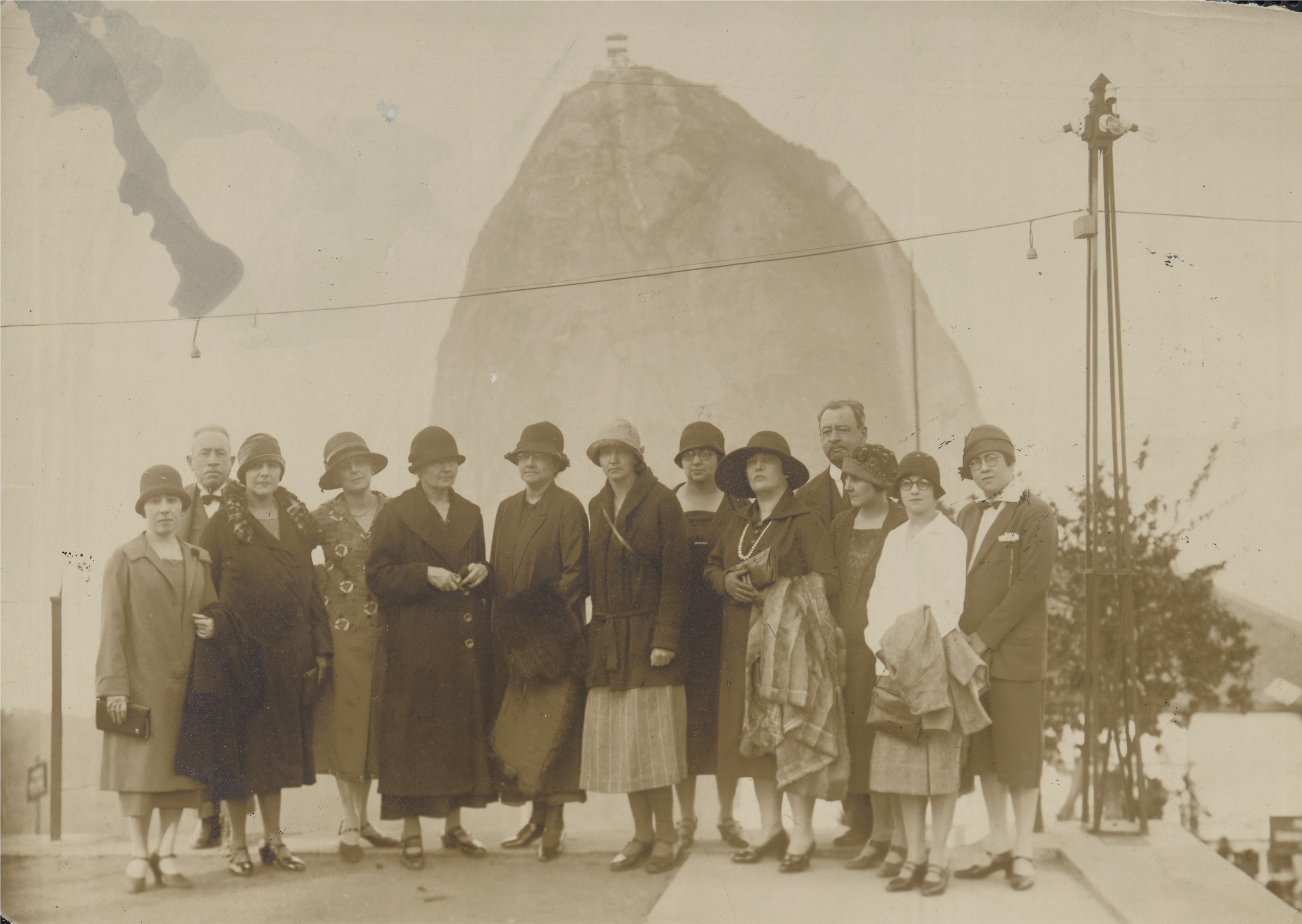
マリー・キュリーを囲むブラジル婦人進歩協会（英語）の面々（1926年）
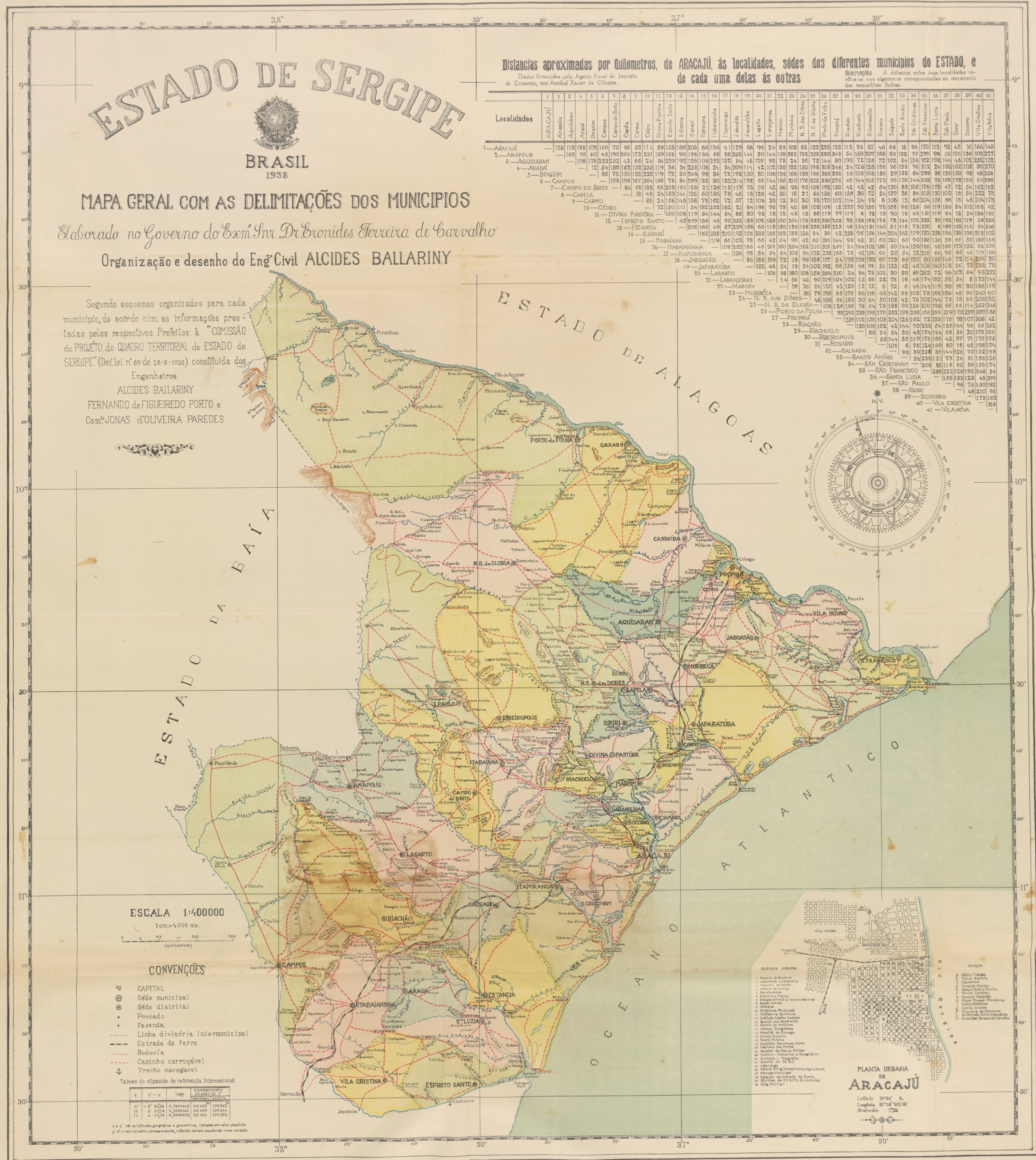
セルジペ州の政治勢力の分布（1937年）
マラカナ競技場落成記念の試合当日（1950年ワールドカップ・ブラジル大会開催前）
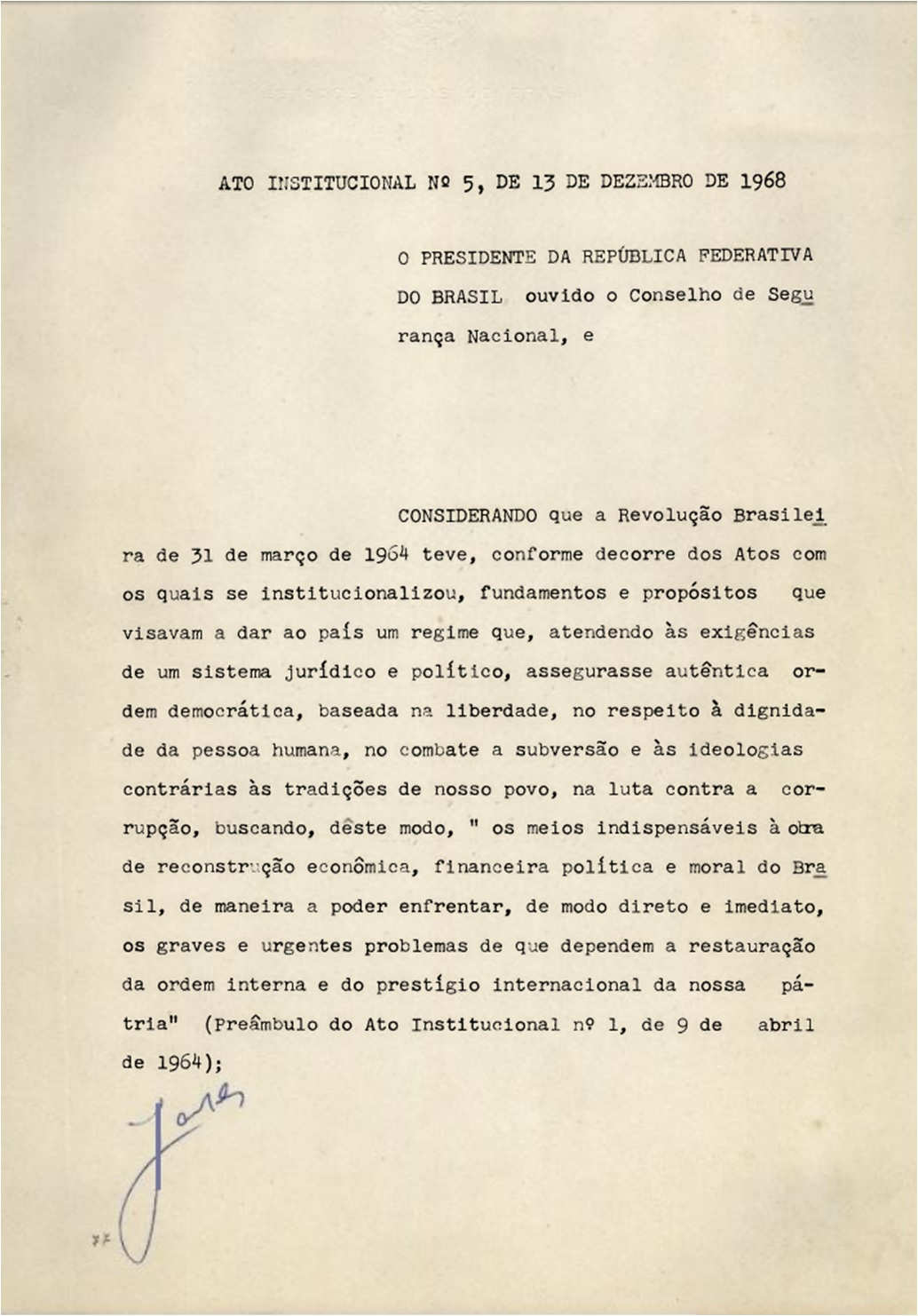
軍事政権時代の軍令第5号（1968年）
第3回国際歌謡音楽祭（FIC）で国内部門賞を受けるアントニオ・カルロス・ジョビン（左）とシコ・ブアルキ（1968年）。
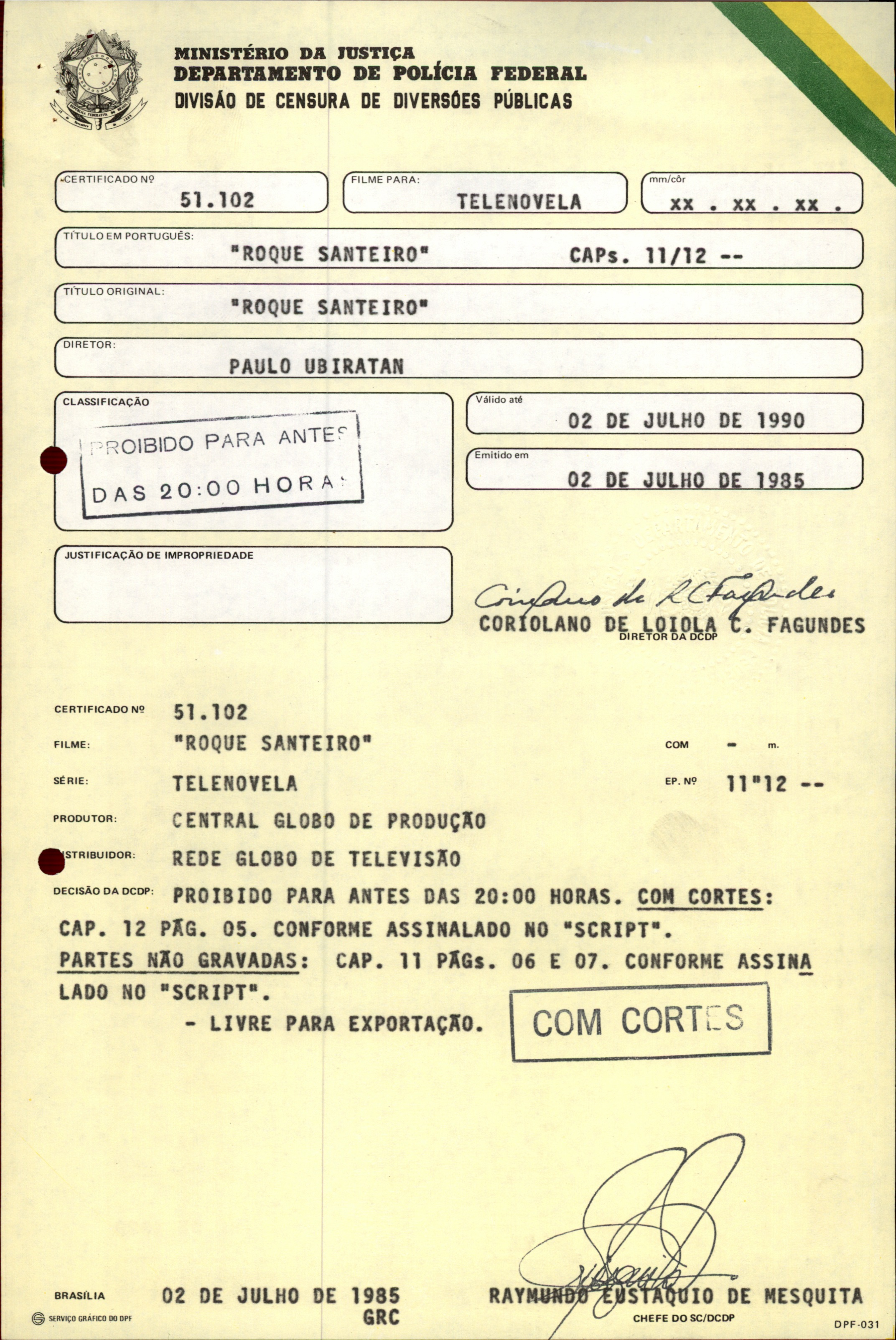
小説『ロケ・サンテイロ』（英語）の検閲票（1985年）

## 図書館
ブラジル国立公文書館に付属する図書館は2館あり、ブラジルの歴史と公文書保存学の分野に特化する。リオデジャネイロ本館の図書館はマリア・ベアトリス・ナシメント図書館（ポルトガル語） と呼ばれ、1876年定礎、同年3月24日付の政令第6164号に規定された。ブラジリア地域図書館群2016年に組織され、20超の異なる言語で著された蔵書は書籍11万1000冊、小冊子や雑誌、学術論文、CDおよびDVDの電子媒体、希少本2万3千件を数える。特に2015年に解散したブラジル・アーキビスト協会の書誌コレクションの一部を受け入れて以降、ブラジル最大のアーカイブ学専門は図書館とみなされる。

## 建築
リオデジャネイロ市の中心部、共和国広場に面する当館は、ラジオMECとリオデジャネイロ連邦大学法学部に隣接し、ブラジル中央駅にも近い。現在の建物の新古典主義様式の設計は技師アントーニオ・ピニェイロ・ギマランエス・フランシスコとテオドロ・アントニオ・デ・オリベイラが手がけ、片麻岩を採用（Antonio Pinheiro Guimarães Francisco、Teodoro Antonio de Oliveira）。旧ブラジル造幣局が入居（1868年から1983年）した建築物であり、1938年に国立歴史芸術遺産研究所（英語）が記録を始めた建築物の第一陣の1件でもある。正面部分にペディメント3基を設けて、古典的なポータルを抜けて正面玄関に通じる。
リオデジャネイロ本部に加え、連邦首都ブラジリア分館を1988年に開いた。現地はその後、グラフィック産業の中核となり、隣は国立出版局（Imprensa Nacional）である。